# فكرت عميروف
فكرت عميروف (22 نوفمبر، عام 1922, مدينة كنجه - 20 فبرايير، عام 1984, عاصمة باكو) ملحن وموسيقار أذربيجاني معروف، فنان الشعب للجمهورية الأذرية الاشتراكية السوفيتية (1965)، الحائز على جائزة الدولة السوفيتي (1949، 1980)، بطل العمل الاشتراكي (19.11.1982), الحائز على جائزة الدولة للجمهورية الأذرية الاشتراكية السوفيتية (1974).

## حياته
ولد فكرت عميروف في 22 نوفمبر، عام 1922 في مدينة كنجه، في عائلة المغني الشهير، والملحن مشيدي جميل أميروف.
درس في كلية موسيقى في كنجه، في صف قطران، بعد هذا في كلية الموسيقية في باكو على الطبقة تكوين.
عام 1939, دخل إلى معهد موسيقى في باكو، حيث درس أساس الموسيقى الشعبية الأذربيجانية من عزير حجيبكوف.
كان مديره والمدير الفني للفلهارمونية، وكذلك مديره المدرسة الموسيقى ة في مدينة كنجه، بين عامين 1942-1945.
أسس فكرت عميروف لأوبرا الغنائية - النفسية لأول مرة في أذربيجان بلأوبرا «سيفيل» التي كتبها كاتب ألأذربيجاني المشهور جعفر جبارلي.
وضع هذا العمل على المسرح لأول مرة في مسرح أكاديمية دولة أذربيجان للأوبرا والباليه، عام 1953.
مؤلف لكتاب «في عالم الموسيقى» (1983)
توفي فكرت عميروف في 20 فبراير، عام 1984, ودفن في زقاق الشرف في باكو.

## مؤلفه

### الأوبرا

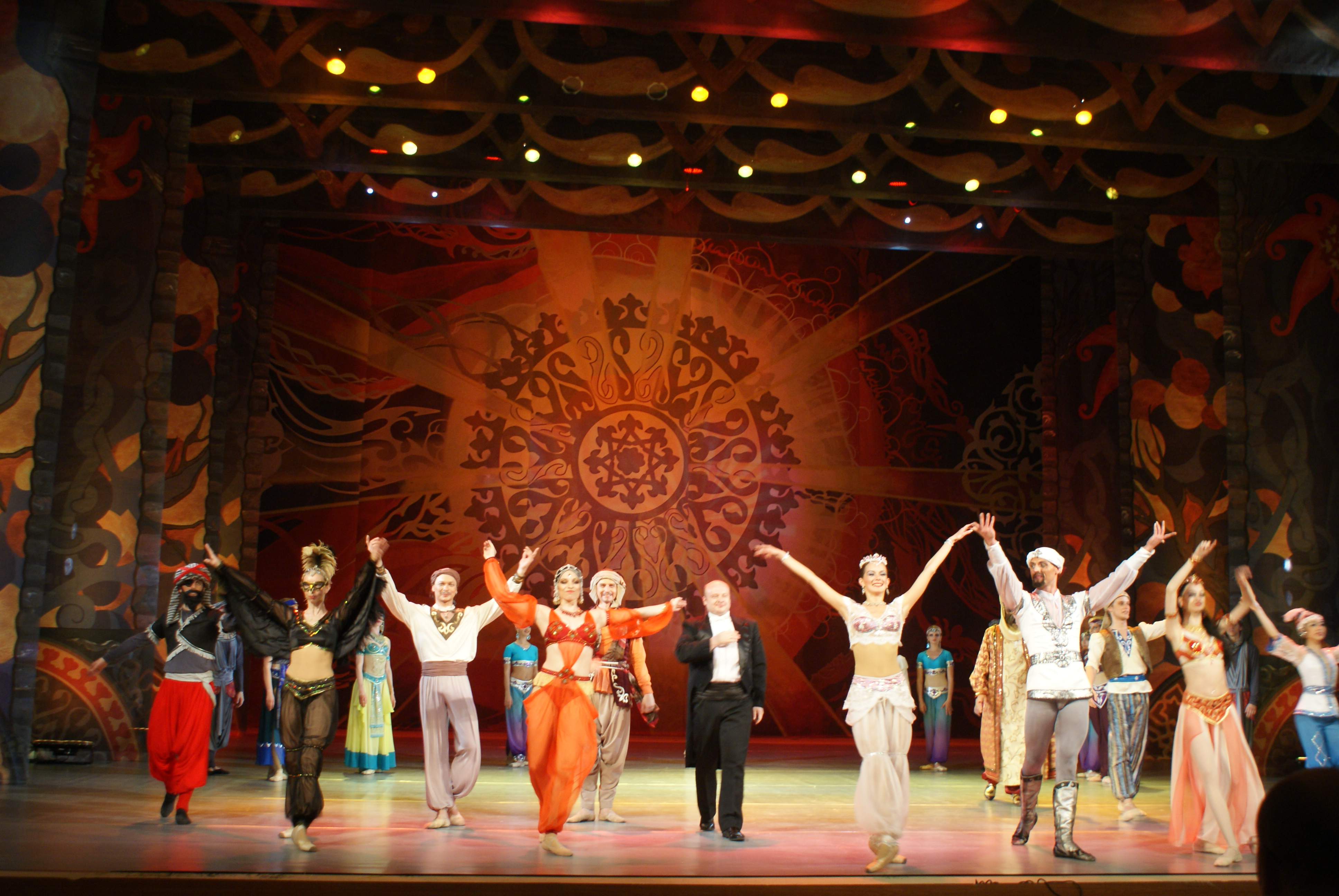
الباليه ألف ليلة وليلة في مسرح الموسيقى روسيا البيضاء

- «أولدوز» (1948)
- «سويل» (1952)

### أوبريت
- «سارق القلب» (1943)
- «الأخبر اللطيف» (1945)
- «عيونك الواضح» (1946)

### الباليه
- «شور» (مقام سيمفونيك) - قصة خريقرافي (1968)[8]
- «ملحمة نسيمي» (1973)
- «الفاتحون الخزر» (1975)
- «ألف ليلة وليلة» (1979)
- «نزامي» (سيمفوني) (1984)

## روابط خارجية
- فكرت عميروف على موقع IMDb (الإنجليزية)
- فكرت عميروف على موقع ميوزك برينز (الإنجليزية)
- فكرت عميروف على موقع أول ميوزيك (الإنجليزية)
- فكرت عميروف على موقع ديسكوغز (الإنجليزية)
- فكرت عميروف على موقع كينوبويسك (الروسية)